# Collegio di Walsall and Bloxwich
Walsall and Bloxwich è un collegio elettorale situato nella contea delle West Midlands, nelle Midlands Occidentali, e rappresentato alla Camera dei comuni del Parlamento del Regno Unito. Elegge un membro del parlamento con il sistema first-past-the-post, ossia maggioritario a turno unico; attualmente il seggio è rappresentato da Valerie Vaz del Partito Laburista, che rappresenta il collegio dal 2024.

## Estensione
Il collegio è costituito dai seguenti ward del borgo metropolitano di Walsall: Birchills Leamore; Blakenall; Bloxwich East; Bloxwich West; Paddock (distretti elettorali UA, UB, UC e UD); Palfrey; Pleck e St. Matthew’s.

## Membri del parlamento
| Elezione | Elezione | Deputato    | Partito   |
| -------- | -------- | ----------- | --------- |
|          | 2024     | Valerie Vaz | Laburista |

## Elezioni

### Elezioni negli anni 2020
| Partito                    | Partito                                      | Candidato                  | Risultati 4 luglio 2024 | Risultati 4 luglio 2024 |
| Partito                    | Partito                                      | Candidato                  | Voti                    | %                       |
| -------------------------- | -------------------------------------------- | -------------------------- | ----------------------- | ----------------------- |
|                            | Laburista                                    | Valerie Vaz                | 12 514                  | 33,65                   |
|                            | Indipendente                                 | Aftab Nawaz                | 7 600                   | 20,44                   |
|                            | Reform UK                                    | Elaine Williams            | 7 293                   | 19,61                   |
|                            | Conservatore                                 | Shannon Lloyd              | 6 679                   | 17,96                   |
|                            | Verdi                                        | Sadat Hussain              | 2 288                   | 6,15                    |
|                            | Lib Dem                                      | Patrick Stillman           | 817                     | 2,20                    |
|                            |                                              |                            |                         |                         |
| Iscritti                   | Iscritti                                     | Iscritti                   | 74 951                  | 100,00                  |
| ↳ Votanti (% su iscritti)  | ↳ Votanti (% su iscritti)                    | ↳ Votanti (% su iscritti)  | 37 332                  | 49,81                   |
| ↳ Astenuti (% su iscritti) | ↳ Astenuti (% su iscritti)                   | ↳ Astenuti (% su iscritti) | 37 619                  | 50,19                   |
|                            |                                              |                            |                         |                         |
|                            | Esito: collegio a Laburista (nuovo collegio) |                            |                         |                         |